# 小行星4236
小行星4236（英語：4236 Lidov）是一颗围绕太阳公转的小行星。1979年3月23日，尼古拉·切爾尼赫在克里米亚发现了此天体。
这颗小行星的绝对星等为143.0598514726627等。